# Castellana Sicula
Castellana Sicula település Olaszországban, Szicília régióban, Palermo megyében. Lakosainak száma 3020 fő (2023. január 1.). Castellana Sicula Petralia Sottana, Polizzi Generosa, Villalba és Caltavuturo községekkel határos.

## Népesség
A település lakossága az elmúlt években az alábbi módon változott:
| Lakosok száma | 3339 | 3287 | 3020 |
|               | 2017 | 2018 | 2023 |